# Petrés (Réthymnon)
Petrés, en grec moderne : Πετρές, est un village du dème de Réthymnon, en Crète, en Grèce. Selon le recensement de 2011, la population de Petrés compte 62 habitants. Le village est situé à une altitude de 2 m et à 13 km de Réthymnon.